# Župnija Bled
Župnija Bled je rimskokatoliška teritorialna župnija Dekanije Radovljica, ki spada pod Nadškofijo Ljubljana.

## Zgodovina
Bled se v pisnih virih prvič omenja leta 1004, v darilni listini, s katero sta nemški cesar Henrik III. in njegova žena Kunigunda posest v blejskem kotu, ob jezeru, podarila Briksenški škofiji. Vikariat sv. Martina pod gradom je bil najbrž ustanovljen v drugi polovici 10. stoletja, za vaška naselja s starejšo tradicijo, za katera je bila značilna gosta slovanska poselitev. Domnevno naj bi že pred letom 1004 stala na mestu sedanje župnijske cerkve manjša cerkev, ki je bila vključena v pražupnijo, katere sedež je bil do 13. stoletja pri cerkvi sv. Klemena na Rodinah, nato pa pri cerkvi sv. Petra v Radovljici. Cerkev sv. Martina se kot župnijska cerkev prvič omenja leta 1247. Čeprav je bil sedež briksenške uprave posesti na blejskem gradu, je zaščitno pravico nad blejsko župnijo imela radovljiška prafara. Leta 1461 je župnija prešla pod novoustanovljeno Ljubljansko škofijo, vendar je kmalu nazadovala na raven vikariata. Po letu 1616 je škof Tomaž Hren na Bledu ponovno ustanovil župnijo, katere sedež je bil v vasi Grad, ki je bila največja med blejskimi naselji. Blejske vasi Grad, Rečica, Zagorice, Želeče in Mlino, ki so nastale v zgodnjem srednjem veku, so namreč zaradi turističnega in gospodarskega razvoja, gradnje vil, hotelov in stanovanjskih hiš postopoma povezale med seboj v mestno naselje, šele leta 1960 pa prevzele enotno ime Bled.

## Sakralni objekti
|  | Register kulturne dediščine 1-904 |

|  | Register kulturne dediščine 1-504 |

|  | Register kulturne dediščine 1-1629 |

Na Bledu, na Partizanski cesti, od leta 1967 deluje samostan Hčera Marije pomočnice (salezijank), ki ima sedaj ime Marijin dom. Njegov sestavni del je kapela Svete družine.